# Konarzyny (powiat chojnicki)
Konarzyny (kaszub. Kònarzënë lub też Kònôrzënë) – wieś kaszubska w Polsce, w województwie pomorskim, w powiecie chojnickim, siedziba gminy wiejskiej Konarzyny.
Wieś leży przy drodze powiatowej 2512G (w 2017 przebudowanej do DW nr 212).
Niedaleko wsi znajduje się byłe lotnisko wojskowe.
| SIMC    | Nazwa | Rodzaj                          |
| ------- | ----- | ------------------------------- |
| 0746395 | Korne | część wsi przed 1 stycznia 2024 |

## Historia

### Powstanie i okres państwa krzyżackiego
Pierwsza wzmianka o Konarzynach pochodzi z dokumentu z 1275. Dwóch krewnych pochodzących z Konarzyn Myślibór Małowy i Stanoch Małowy, będąc członkami ówczesnego stanu rycerskiego brali udział w ustalaniu granic nadanych dóbr przez Mściwoja II dla augustianów z Swornegaci.
W 1326 wielki mistrz zakonu krzyżackiego Werner von Orseln poświadczył posiadanie Konarzyn i Sąpolna przez Mirosława i jego braci po śmierci ich ojca (według dokumentu posiadane z dawien dawna „ab antiquo"). Dobra te zostały im nadane na prawie chełmińskim ze zwolnieniem od danin z krów i świń, otrzymali prawo do patronatu nad kościołem i mieli pełnić w czasie wojny służbę z koniem.

### W posiadaniu Konarskich i kolejnych właścicieli
Możliwe że jeszcze w czasach krzyżackich od nazwy wsi właściciele zaczęli używać nazwiska Konarscy. Według Jacka Knopka Myślibora z roku 1275 i braci z 1326 można utożsamiać z przyszłymi Konarskimi herbu Kolczyk (odmiana herbu Ossoria). W drugiej połowie XVI wieku Konarscy posiadali Konarzynki, połowę Konarzyn oraz większość Sąpolna. Druga połowa Konarzyn należała do Będzimirowskich i Pawłowskich. W 1630 część wsi weszła w posiadanie rodziny Plata którą następnie w 1655 odkupił sędzia tczewski Jan Garczyński. W 1636 Jan Wąglikowski odkupił od Mirosława Konarskiego jego część Konarzyn, Konarzynki i Sapolno. W 1662 Jan Piotr Tuchołka zakupił od Andrzeja Garczyńskiego za 1300 florenów część Konarzyn a w wykazie z 1682 był już właścicielem Konarzyn Wielkich i Małych. W kwietniu 1764 jego wnuk Piotr Tuchołka sprzedał Konarzyny Wielkie, Małe i Sąpolno podkomorzemu poznańskiemu Michałowi Skórzewskiemu. 
Murowany kościół katolicki pod wezwaniem świętych Piotra i Pawła został wzniesiony przez podkomorzego malborskiego Piotra Tuchołkę w latach 1731-1744. Poprzedni, drewniany kościół z 1653 r., spalił się na początku XVIII w.

### Początek XX wieku
W 1896 powstała w miejscowosci powstała jednostka Ochotniczej Straży Pożarnej. W 1909 wybudowano murowaną szkołę.

### II Rzeczpospolita

#### 1918 – Rada Ludowa
Po zakończeniu I wojny światowej w Konarzynach powstała Rada Ludowa (przybierając status rady parafialnej prawdopodobnie z powodów bezpieczeństwa). 6 grudnia 1918 powstała Rada Ludowa na powiat człuchowski z siedzibą w Konarzynach, której przewodniczącym został konarzyński proboszcz Alfons Schulz, będąc jednocześnie przedstawicielem pozostałych rad Gochów (borzyszkowskiej i brzezińsko-borowiackiej). Na Pomorzu państwo niemieckie nadal działało i w ramach represji od 25 stycznia 1919 do 24 marca ksiądz Schulz przebywał w areszcie sądowym. Nieudaną próbę porwania księdza Schulza podjęli żołnierze Grenzschutz, co zmusiło go do ucieczki do Chojnic i ukrycia się.

#### Wytyczenie granicy
W 1919 w przygotowanym traktacie pokojowym Konarzyny znalazły się w ramach terytorium Polski. Na przełomie stycznia i lutego w Konarzynach pojawili się żołnierze Wojska Polskiego (hallerczycy).
W wyniku pracy wojskowej komisji ustalającej tymczasową granicę (dnia 16 lutego 1920) oraz komisji która działała w maju 1920, w okolicy Konarzyn ustalona została nowa polsko-niemiecka granica. W granicach Polski zostały Konarzyny, Żychce i Ciecholewy. Droga z Konarzyn do Chojnic przez 5 kilometrów biegła przez terytorium Niemiec. 16 października 1932 przy kościele na cokole (na którym wcześniej stał pomnik cesarza niemieckiego Wilhelma) uroczyście odsłonięto pomnik Józefa Piłsudskiego w uznaniu jego działań w ustaleniu nowej granicy.

#### Inne wydarzenia
W 1921 gminę wiejską Konarzyny znajdującą się w powiecie chojnickim zamieszkiwało 709 mieszkańców. W 1927 w Konarzynach na 638 mieszkańców ok. 21% (135 osób) stanowili Niemcy. Od 1921 do 1939 Komendzie Powiatowej Policji Państwowej w Chojnicach podlegał posterunek obwodowy w Konarzynach.
W latach 1928-1939 stacjonowała tu placówka Straży Granicznej Inspektoratu Granicznego nr 7 „Chojnice” która obsługiwała przejście graniczne w Konarzynach.

### 2 wojna światowa
Wiosną 1939 Straż Graniczna zorganizowała stałe punkty do obserwacji terytorium niemieckiego. Komisariat Straży Granicznej „Konarzyny” został podporządkowany dowódcy Zgrupowania Chojnice. Północne skrzydło zgrupowania Chojnice, będące stosunkowo najsłabszym ugrupowaniem, dowodzone było przez komendanta Straży Granicznej Komisariatu Konarzyny porucznika Piotra Marciniaka. Do dyspozycji miał około 20/30 strażników Komisariatu oraz Kompanię Wzmocnienia Straży Granicznej (3 sekcje po 20 żołnierzy, 6 rezerwistów i 5 posterunkowych), co dawało liczebnie siłę około kompanii. W rejonie Konarzyn i Ciecholew natarcie wykonał 2 batalion "Schleyer" 32 pułku Straży Granicznej wspierany przez oddział Grenzschutzu nacierający z Kornego. Pułkiem dowodził podpułkownik baron Karol von Bothmer. W momencie ataku większość siły Komisariatu znajdowała się w Swornychgaciach. O godzinie 5:30 polscy strażnicy zdali sobie sprawę z działań niemieckich i oddali pierwsze strzały w celu odstraszenia przeciwnika. Prawdopodobnie z braku zaskoczenia oddziały niemieckie przystąpiły do okrążenia Konarzyn. Strażnikom udało się wycofać z miejscowości. Walki w rejonie Konarzyn trwały do godziny 10:00. Kompania wzmocnienia wycofała się w 2 grupach do Swornychgaci (por. Marciniak) i Małych Swornychgaci (ppor. Kazimierz Kielecki). Porucznik Marciniak został osadzony w 1944 w Stutthof (KL) gdzie prawdopodobnie zmarł.
Konarzyny wraz z utworzonym okręgiem Gdańsk-Prusy Zachodnie zostały anektowane do III Rzeszy, utworzony został obwód urzędowy (gmina) Grosskornlage liczący 4431 mieszkańców. 
Przy drodze z Kornego do Sąpolna znajdowały się koszary sformowanej w 1944 roku 43 Średniej Kompanii Wykrywania i Naprowadzania V Batalionu 221 Pułku Łączności Lotniczej. Załoga liczącą około 200 żołnierzy obsługując stację radarową o kryptonimie "Kobra" (2 radary FuSE 65) miała za zadanie wczesne wykrycie celów a następnie informowanie myśliwców nocnych. Jednostka działała do momentu zbliżenia się wojsk sowieckich.
W trakcie Operacji pomorskiej, 28 lutego 1945 Konarzyny zostały zajęte przez oddziały 70 Armii ZSRR które nacierały do strony Chojnic. Obronę tej części frontu prowadziła 32 Dywizja Piechoty Wehrmachtu. Przebieg działań bojowych wskazuje że jednostką która zajęła Konarzyny była 136 Dywizja Strzelecka z 47 Korpusu Armijnego.

### Po 1945 roku
Po wojnie nastąpił proces usuwania Niemców z miejscowości najprawdopodobniej poprzez stworzenie warunków nakłaniających do wyjazdu. W 1947 w miejscowości znajdowało się 180 volksdeutschów i 11 reichsdeutschów a w 1948 37 Volkseutschów i 37 reichsdeutschów. Do roku 1949 z Konarzyn wyjechali wszyscy z wyjątkiem osób rehabilitowanych przez władzę polskie.
W latach 1954–1972 Konarzyny były siedzibą gromadzkiej rady narodowej. W roku 1972 utworzona została gmina Konarzyny. W latach 1975–1998 wieś należała administracyjnie do województwa słupskiego.

## Zabytki
Według rejestru zabytków NID na listę zabytków wpisany jest kościół parafialny pw. św. Piotra i Pawła, 1731, nr rej.: JE 25176 z 30.11.1929.